# Merugia palicoureae
Merugia palicoureae är en svampart som beskrevs av Rogerson & Samuels 1990. Merugia palicoureae ingår i släktet Merugia, klassen Sordariomycetes, divisionen sporsäcksvampar och riket svampar.  Inga underarter finns listade i Catalogue of Life.